# Дубники (Мядельський район)
Дубники (біл. вёска Дубнікі) — село в складі Мядельського району Мінської області, Білорусь. Село підпорядковане Свірській сільській раді, розташоване в північній частині області.